# Apple Open Directory
 (octobre 2021).
Si vous disposez d'ouvrages ou d'articles de référence ou si vous connaissez des sites web de qualité traitant du thème abordé ici, merci de compléter l'article en donnant les références utiles à sa vérifiabilité et en les liant à la section « Notes et références ».
Open Directory est l'implémentation par Apple des services d'annuaire LDAP. C'est un service d'annuaire et d'authentification réseau centralisé, basé sur OpenLDAP.

## Historique
Open Directory  est apparu avec Mac OS X Server 10.2. Open Directory est alors un serveur OpenLDAP 2.1.0 couplé avec NetInfo, le système de gestion des utilisateurs déjà existant dans les versions précédentes d'OS X et de NeXTSTEP. Cette version gérait également le protocole Kerberos.
Au fur et à mesure des sorties des nouvelles versions de Mac OS X server, Open Directory s'est enrichi de nouvelles fonctionnalités : 
Open Directory 2 (mac OS X 10.3) introduit Password Server, un gestionnaire de mots de passe fondé sur SASL (Simple Authentication and Security Layer).
Mac OS X Server 10.4 inclus Open Directory 3, qui permet d'intégrer un domaine Active Directory.
Avec Mac OS X Leopard (10.5), Apple abandonne NetInfo qui a été utilisé comme gestionnaire par défaut de tous les groupes et comptes locaux depuis OS X 10.0.